# توقفگاه
توقفگاه یا لی‌اور (انگلیسی: Layover) فیلمی در ژانر کمدی به کارگردانی ویلیام اچ میسی و محصول سال ۲۰۱۷ آمریکا است. از بازیگران آن می‌توان به الکساندرا داداریو، کیت آپتون، مت بر، مت ال جونز، کل پن، مالی شنون و ویلیام اچ میسی اشاره کرد.

## خلاصه داستان
کیت و مگ دو دوست صمیمی در فرودگاه منتظر هستند تا وضعیت هوا مساعد شود و هواپیمایشان بتواند از زمین بلند شود. در همین اوضاع آنها با یک مرد جوان و جذاب آشنا می‌شوند و سپس رقابتی سخت برای به دست آوردن او، میان این دو دوست شکل می‌گیرد.

## بازیگران
الکساندرا داداریو در نقش کیت معلم مدرسه و بهترین دوست مگ

کیت آپتون در نقش مگ بهترین دوست کیت

مت بر در نقش رایان مرد جوان و جذاب